# Álava
Álava (baskiska Araba, officiellt Araba/Álava) är en provins i norra Spanien, i den södra delen av den autonoma regionen Baskien. Provinshuvudstad är Vitoria-Gasteiz.
Álava gränsar till provinserna Guipúzcoa i nordost, Vizcaya i norr, Burgos i sydost, Navarra i väst och La Rioja i syd. I provinsen finns också en enklav, Condado de Treviño, som tillhör provinsen Burgos.